# Skrzynice (Poméranie-Occidentale)
Pour les articles homonymes, voir Skrzynice.
Skrzynice est une localité polonaise de la gmina mixte et du powiat de Gryfino en voïvodie de Poméranie-Occidentale. Elle se situe à environ 20 km au sud de la capitale régionale Szczecin.

## Géographie

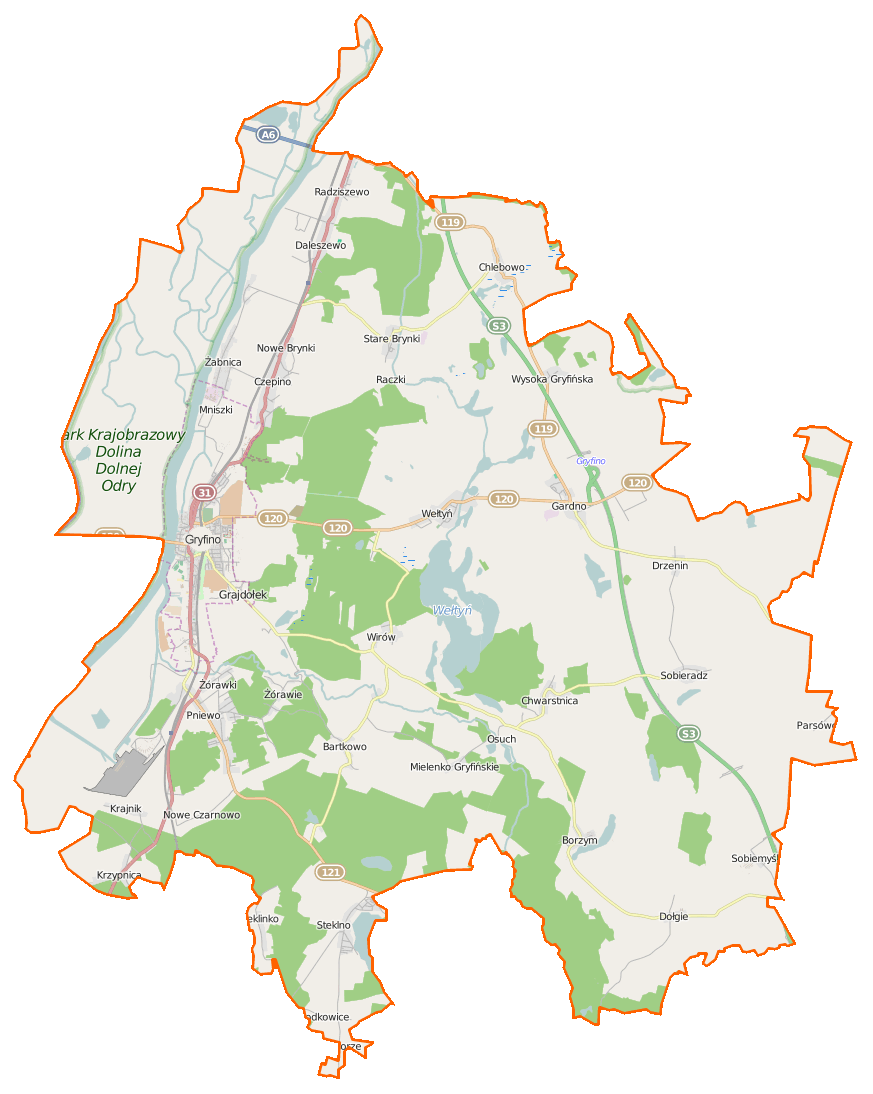
Carte de la gmina de Gryfino.